# Список суддів Європейського суду з прав людини

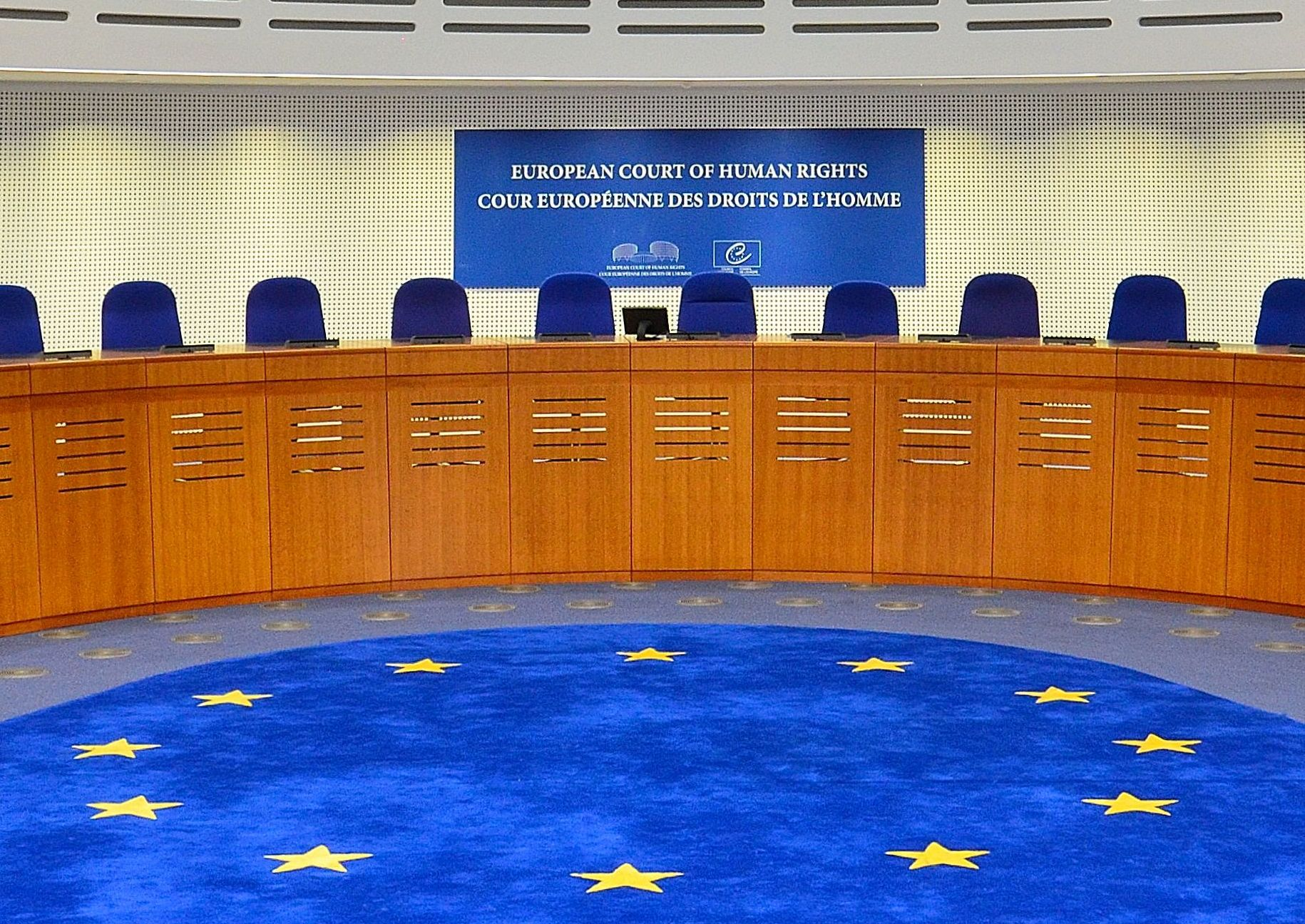
Зала засідань Європейського суду з прав людини

Нижче наведено  список суддів Європейського суду з прав людини — міжнародного судового органу, утвореного для забезпечення функціонування Конвенції про захист прав людини і основоположних свобод. Він є органом Ради Європи, міжнародної організації, до якої входять майже всі держави Європи.
Кожна з 46 держав-членів Ради Європи представлена у цьому органі одним суддею. Суддів призначає голосування Парламентська асамблея Ради Європи за поданням уряду держави, яку цей суддя представлятиме. Кожна держава висуває трьох кандидатів, з яких ПАРЄ, після розгляду у спеціальному комітеті, вибирає одного, або ж відхиляє весь список і тоді уряд країни має подати новий. Суддів обирають на дев'ятирічні терміни, із можливістю повторного переобрання. Кожен суддя випадковим чином призначається до одної з п'яти секції. У кожної секції є президент та віцепрезидент.
Хоч кожній державі-члену Ради Європи відповідає один суддя ЄСПЛ, але при цьому судді не є "представниками" своїх держав: вони ухвалюють рішення незалежно від політики своїх держав і не підпорядковуються уряду, за чиїм поданням їх призначили. Також, кандидат у судді, якого висуває певна країна, не обов'язково має бути громадянином цієї країни. Наприклад, один з чинних суддів Карло Ранцоні, якого призначили за поданням Ліхтенштейну, є громадянином Швейцарії.

## Список чинних суддів
В даному списку судді наведені в хронологічному порядку їх вступу на посаду, окрім президента і віцепрезидентів суду та президентів секцій, які винесені у верхню частину списку.
| Ім'я                      | Ім'я мовою оригіналу            | Країна               | Посада           | Дата вступу на посаду судді | Секція |
| ------------------------- | ------------------------------- | -------------------- | ---------------- | --------------------------- | ------ |
| Сіофра О'Лірі             | ірл. Síofra O'Leary             | Ірландія             | президент        | 2 липня 2015                | V      |
| Жоржес Раварані           | люксемб. Georges Ravarani       | Люксембург           | віцепрезидент    | 1 листопада 2015            | V П    |
| Марко Бошняк              | словен. Marko Bošnjak           | Словенія             | віцепрезидент    | 30 травня 2016              | I П    |
| Габріель Куцко-Штадльмаєр | нім. Gabriele Kucsko-Stadlmayer | Австрія              | президент секції | 1 листопада 2015            | IV П   |
| Пере Пастор Вільянова     | кат. Pere Pastor Vilanova       | Андорра              | президент секції | 1 листопада 2015            | III П  |
| Арнфінн Бордсен           | норв. Arnfinn Bårdsen           | Норвегія             | президент секції | 1 січня 2019                | II П   |
| Кжиштоф Войтичек          | пол. Krzysztof Wojtyczek        | Польща               | суддя            | 1 листопада 2012            | I      |
| Фаріс Вехабовіч           | босн. Faris Vehabović           | Боснія і Герцеговина | суддя            | 3 грудня 2012               | IV     |
| Егідіус Куріс             | лит. Egidijus Kūris             | Литва                | суддя            | 1 листопада 2013            | II     |
| Юлія Антоанелла Моток     | рум. Iulia Antoanella Motoc     | Румунія              | суддя            | 18 грудня 2013              | IV     |
| Бранко Лубарда            | серб. Бранко Лубарда            | Сербія               | суддя            | 13 квітня 2015              | IV     |
| Йонко Грозєв              | болг. Йонко Грозев              | Болгарія             | суддя            | 13 квітня 2015              | III    |
| Карло Ранцоні             | італ. Carlo Ranzoni             | Ліхтенштейн          | суддя            | 1 вересня 2015              | V ВП   |
| Мартіньш Міц              | латис. Mārtiņš Mits             | Латвія               | суддя            | 3 вересня 2015              | V      |
| Армен Арутюнян            | вірм. Արմեն Հարությունյան       | Вірменія             | суддя            | 17 вересня 2015             | IV     |
| Стефані Мору-Вікстрьом    | фр. Stéphanie Mourou-Vikström   | Монако               | суддя            | 17 вересня 2015             | V      |
| Алена Полачкова           | словац. Alena Poláčková         | Словаччина           | суддя            | 29 грудня 2015              | I      |
| Пауліне Коскело           | фін. Pauliine Koskelo           | Фінляндія            | суддя            | 1 січня 2016                | II     |
| Георгіос Сергідес         | грец. Γεώργιος Σεργίδης         | Кіпр                 | суддя            | 18 квітня 2016              | III ВП |
| Тім Ейке                  | англ. Tim Eicke                 | Велика Британія      | суддя            | 12 вересня 2016             | IV ВП  |
| Латіф Гусейнов            | азерб. Lətif Hüseynov           | Азербайджан          | суддя            | 4 січня 2017                | I      |
| Йован Ільєвскі            | мак. Jovan Ilievski             | Північна Македонія   | суддя            | 1 лютого 2017               | II ВП  |
| Йолін Схуккінг            | нід. Jolien Schukking           | Нідерланди           | суддя            | 3 квітня 2017               | III    |
| Петер Пацолай             | угор. Péter Paczolay            | Угорщина             | суддя            | 24 квітня 2017              | I ВП   |
| Ладо Чантурія             | груз. ლადო ჭანტურია             | Грузія               | суддя            | 8 січня 2018                | V      |
| Марія Елосегі             | ісп. María Elósegui             | Іспанія              | суддя            | 15 березня 2018             | V      |
| Івана Єлич                | чорн. Ivana Jelić               | Чорногорія           | суддя            | 12 липня 2018               | I      |
| Ґільберто Фелічі          | італ. Gilberto Felici           | Сан-Марино           | суддя            | 26 вересня 2018             | I      |
| Даріан Павлі              | алб. Darian Pavli               | Албанія              | суддя            | 7 січня 2019                | III    |
| Ерік Веннерстрьом         | швед. Erik Wennerström          | Швеція               | суддя            | 1 квітня 2019               | I      |
| Рафаеллє Сабато           | італ. Raffaele Sabato           | Італія               | суддя            | 5 травня 2019               | I      |
| Саадет Юксель             | тур. Saadet Yüksel              | Туреччина            | суддя            | 1 липня 2019                | II     |
| Лоррен Шембрі Орланд      | мальт. Lorraine Schembri Orland | Мальта               | суддя            | 20 вересня 2019             | II     |
| Аня Зайберт-Фор           | нім. Anja Seibert-Fohr          | Німеччина            | суддя            | 1 січня 2020                | IV     |
| Петер Роосма              | ест. Peeter Roosma              | Естонія              | суддя            | 4 січня 2020                | III    |
| Ана Марія Герра Мартінс   | порт. Ana Maria Guerra Martins  | Португалія           | суддя            | 1 квітня 2020               | IV     |
| Матіс Гйомар              | фр. Mattias Guyomar             | Франція              | суддя            | 22 червня 2020              | V      |
| Іоанніс Ктістакіс         |                                 | Греція               | суддя            | 8 березня 2021              | III    |
| Андреас Цюнд              | нім. Andreas Zünd               | Швейцарія            | суддя            | 29 березня 2021             | III    |
| Фредерік Кренк            | фр. Frédéric Krenc              | Бельгія              | суддя            | 13 вересня 2021             | II     |
| Діана Сирку               | рум. Diana Sârcu                | Молдова              | суддя            | 6 грудня 2021               | II     |
| Катежина Шимачкова        | чеськ. Kateřina Šimáčková       | Чехія                | суддя            | 13 грудня 2021              | V      |
| Давор Деренчіновіч        | хорв. Davor Derenčinović        | Хорватія             | суддя            | 2 січня 2022                | II     |
| Микола Гнатовський        |                                 | Україна              | суддя            | 27 червня 2022              | V      |
| Оддні Мйолль Арнардоттір  | ісл. Oddný Mjöll Arnardóttir    | Ісландія             | суддя            | 24 січня 2023               | III    |
| вакантне місце            | вакантне місце                  | Данія                |                  |                             |        |

16 вересня 2022 року Росія вийшла з Європейської конвенції з прав людини, тому місце Росії в ЄСПЛ було скорочене і суддя Михайло Лобов склав повноваження.

## Реєстратори
| Ім'я            | Країна     | Посада                     | Дата вступу на посаду |
| --------------- | ---------- | -------------------------- | --------------------- |
| Маріалена Цірлі | Греція     | Реєстратор суду            | 2020                  |
| Абел Кампос     | Португалія | Заступник реєстратора суду | 2020                  |